# Heinz Kälberer
Heinz Kälberer (* 5. April 1942 in Holzmaden) ist ein baden-württembergischer Politiker der Freien Wähler.
Kälberer war von 1971 bis 1981 Bürgermeister von Münsingen und anschließend bis 2006 Oberbürgermeister der Stadt Vaihingen an der Enz. Darüber hinaus war er bis 2014 als Kreis- und Regionalrat tätig.
Er ist Ehrenvorsitzender des Freie Wähler Landesverbandes Baden-Württemberg, Vizepräsident des Volksbundes der deutschen Kriegsgräberfürsorge, seit Ende 2006 Präsident der Landesverkehrswacht, Mitglied des Rundfunkrats des SWR und Mitglied des Verwaltungsrats der Kreissparkasse Ludwigsburg.
2007 wurde Kälberer vom damaligen Ministerpräsidenten zum Osteuropabeauftragten des Landes Baden-Württemberg ernannt. Er leitet ehrenamtlich die Geschäfts- und Servicestelle Osteuropa der Baden-Württemberg Stiftung.
2005 wurde Kälberer mit der Verdienstmedaille des Landes Baden-Württemberg ausgezeichnet, 2014 bekam er das Verdienstkreuz am Bande des Verdienstordens der Bundesrepublik Deutschland.